# Hugo Schmeisser
Hugo Schmeisser (24 settembre 1884 – 12 settembre 1953) è stato un inventore tedesco.
Fu un costruttore di armi di fanteria del XX secolo. Quasi tutte le invenzioni successive si basano del tutto o in buona parte sulle invenzioni sviluppate da Hugo Schmeisser.
La sua vita e la sua attività si svolsero principalmente nella "città delle armi" tedesca di Suhl, città influenzata profondamente nella sua tradizione da ingegneri ed imprenditori come Simson, Sauer e Haenel. Anche il padre Louis Schmeisser (1848 - 1917) fu uno dei costruttori d'armi più celebri d'Europa.
Per due volte durante il XX secolo, le invenzioni di Hugo Schmeisser contribuirono a stravolgere il modo di fare guerra e le dottrine adottate fino ad allora.

## Prima guerra mondiale

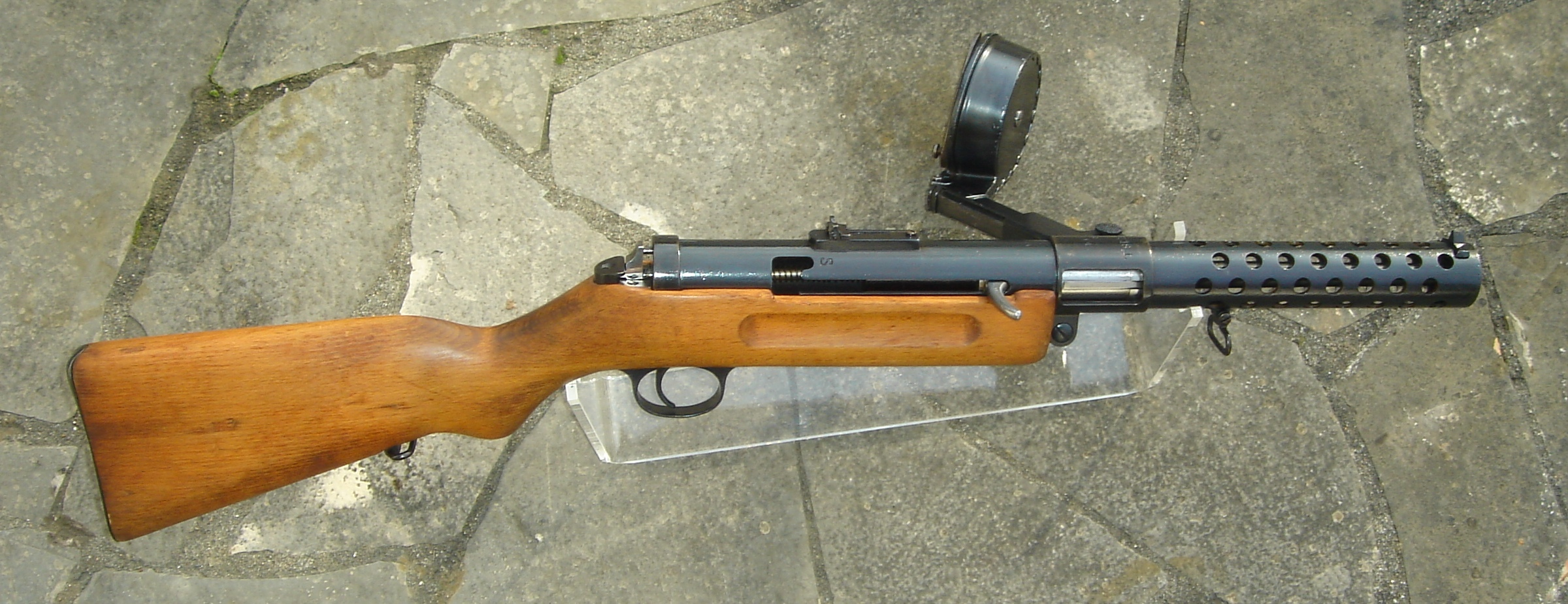
L'MP 18, la più nota creazione di Bergmann

Il nome del padre di Hugo Schmeisser è strettamente legato a quello delle mitragliatrici dell'impresa Bergmann nel periodo che precede la prima guerra mondiale. Hugo stesso studiò le basi della tecnica bellica in questa impresa, contribuendo poi con alcune innovazioni tecniche, per esempio lo sviluppo di una pistola automatica di calibro 7,63 mm e 9 mm. Durante la prima guerra mondiale Hugo Schmeisser rimase a Suhl; a causa dell'importanza decisiva della produzione di mitragliatrici fu indispensabile all'azienda per cui lavorava.
Dopo due anni di guerra, il fronte ad ovest si era completamente fossilizzato in una statica guerra di posizione. Con le normali carabine dell'epoca era impossibile ottenere un successo lanciandosi all'assalto dei nidi di mitragliatrice posti ad appena 100 metri dalle proprie linee. Gli assalti alla baionetta e il fuoco dell'artiglieria portarono a tremende perdite su entrambi i lati del fronte. Negli anni 1917 e 1918 Hugo Schmeisser sviluppò un'arma automatica con un raggio effettivo di 200 metri a proiettili per pistola: la MP 18 (Maschinenpistole 18.I) divenne l'equipaggiamento di base delle squadre che, nel marzo 1918, spezzarono il fronte nemico durante l'offensiva "Michael". Equipaggiati di soli MP, granate e pistola, le truppe mossero un assalto feroce senza curarsi della copertura sui fianchi e sul retro, con effetti devastanti per il nemico. Questa tattica nel campo della fanteria fu l'effettiva precorritrice delle strategie basate sui carri armati della seconda guerra mondiale. Dall'impresa Bergmann di Suhl furono prodotti in totale 35.000 pezzi dei nuovi MP 18.

## Seconda guerra mondiale
Con la stipula del trattato di Versailles il 28 giugno 1919, venne fatto divieto alle fabbriche tedesche di produrre armi automatiche. A causa della cessione delle invenzioni di Hugo Schmeisser a imprese belliche estere, si giunse alla rottura tra lui e la Bergmann nel 1919 e si concluse la trentennale collaborazione tra la famiglia Schmeisser e la fabbrica. Hugo Schmeisser decise comunque di continuare a sviluppare armi e insieme al fratello Hans fondò la "Industriewerk Auhammer Koch und Co." a Suhl. Viste le condizioni in Germania dopo la prima guerra mondiale, gli affari non andavano bene. Nonostante il divieto, Hugo continuò lo sviluppo delle sue pistole automatiche. È in questo periodo che iniziò la cooperazione con l'impresa Haenel, che tra alti e bassi durerà 20 anni. Per assicurarsi i diritti dei suoi brevetti, Hugo Schmeisser fondò una seconda azienda nell'estate del 1922: la "Gebrüder Schmeisser" (Fratelli Schmeisser). Questa intelligente mossa imprenditoriale doveva impedire la perdita dei vari brevetti nel caso la fabbrica fallisse. Nel 1925 l'impresa Haenel si trovò in serie difficoltà finanziarie e si  fuse con la Auhammer - evitando elegantemente il fallimento dell'impresa - mentre i due fratelli Schmeisser rimasero a capo della fabbrica. Nonostante il trattato di Versailles, lo sviluppo e gli esperimenti sulle pistole automatiche di Hugo procedevano a pieno regime. Nel 1928 entrò in produzione la MP 28, dotata di un caricatore laterale a 32 colpi. L'anno dopo l'arma fu adottata dalla polizia tedesca e, grazie ad un contratto con l'impresa belga Bayard, fu distribuita in Sudafrica, Spagna, Cina e Giappone. La stessa arma fu ancora utilizzata quasi 10 anni dopo, nella guerra civile spagnola. Malgrado i successi di Hugo Schmeisser, l'impresa Haenel rischiò più volte il fallimento tra il 1929 e il 1934.
Quando nel 1933 i nazisti salirono al potere, 10 imprese di Suhl formarono un'associazione per coprire il fabbisogno di armamenti per l'esercito. L'associazione instaurò rapporti con i dipendenti dell'amministrazione militare, mentre le singole fabbriche di Suhl aprirono uffici a Berlino. Proprio in questa occasione Hugo Schmeisser conobbe il famoso pilota Ernst Udet: una conoscenza molto importante e, negli anni successivi, assai redditizia. Udet fu il luogotenente di Göring nel comando della Luftwaffe e attraverso di lui Hugo riuscì ad influenzare direttamente le scelte di Göring e Hitler per quanto riguardava lo sviluppo e la produzione di armi per la fanteria. Dopo il 1935 l'impresa Haenel godette di un'imponente crescita. Al contrario di molti altri ingegneri e costruttori, i fratelli Schmeisser lucrarono personalmente sui profitti dell'azienda e delle licenze sui brevetti.
Hugo Schmeisser continuò a migliorare la sua MP: entrarono in produzione la MP 34 e la MP 36. Il capo progettista Heinrich Vollmer sfruttò l'idea della MP36 di Schmeisser per sviluppare le pistole automatiche tedesche più conosciute della seconda guerra mondiale: MP 38 e MP 40, le prime ad essere prodotte con parti di metallo stampato e fuso, con assemblaggio completamente automatico, che permise una produzione estremamente veloce. Di queste due armi furono prodotti 1,2 milioni di esemplari, smerciate internazionalmente come  "MP Schmeisser". Il nome era dovuto anche al fatto che il caricatore laterale della MP38 (e MP40) era prodotto dallo stesso Schmeisser ed erano contrassegnati dal suo nome.
Tuttavia l'invenzione decisiva di Hugo Schmeisser si trovava nei laboratori dell'impresa Haenel già dal 1938. La nuova arma, che adottava un proiettile corto calibro 7,92 mm, pensata per la produzione di massa facendo economia di materie prime, mise completamente in ombra la MP38/40. Dapprima sotto il nome di Mkb 42, poi di MP 43, il primo fucile d'assalto della storia entrò in produzione. Entro il 1943 ne furono prodotti circa 10.000 pezzi per il fronte, ma Hitler per un breve periodo ne vietò la produzione. Solo nel 1944, dopo i successi segnalatigli dalle truppe, Hitler autorizzò la produzione di massa dell'arma - ora chiamata MP 44. Nell'aprile del 1944 fu rinominata Sturmgewehr 44.

## Fine della seconda guerra mondiale
Il 3 aprile 1945 le truppe americane occuparono la città di Suhl e imposero subito il divieto di produzione per tutte le fabbriche belliche. Hugo Schmeisser e suo fratello Hans vennero interrogati per settimane da esperti del servizio segreto americano e britannico. Entro la fine di giugno gli americani evacuarono tutta la Turingia e l'Armata Rossa occupò la fabbrica Haenel convertendola per la produzione civile. Entro l'agosto dello stesso anno, i sovietici crearono 50 Stg44 dai pezzi disponibili e ne esaminarono il progetto. 10.785 fogli di progetto tecnico vennero confiscati e nell'ottobre 1945 Hugo Schmeisser fu costretto a lavorare per una "commissione tecnica" dell'armata rossa per far confluire i risultati tedeschi nell'industria bellica sovietica.
Il genio di Schmeisser aveva impressionato i sovietici, che lo portarono nell'Unione Sovietica insieme a molti altri costruttori di armi delle fabbriche di Suhl. Agli specialisti era concesso portare le loro famiglie, diritto del quale tutti - eccetto Schmeisser - fecero uso. Il 24 ottobre 1946 un treno speciale li portò ad Iževsk. Con l'arrivo di Hugo Schmeisser cominciò lo sviluppo e infine la produzione degli AK 47 Avtomat Kalašnikov.
L'attività precisa di Schmeisser negli anni dal 1946 al 1952 a Iževsk rimane tuttora avvolta nel mistero. Quando nel 1952, mentre tutti gli specialisti tedeschi eccetto Hugo Schmeisser fecero ritorno in patria, è chiaro quanto l'inventore tedesco fosse importante per l'Unione sovietica. La sua permanenza ad Iževsk venne prolungata di 6 mesi, dopodiché tornò in Germania il 9 giugno 1952.
Hugo Schmeisser morì il 12 settembre 1953 nell'ospedale cittadino di Erfurt e venne sepolto a Suhl.

## Conclusione
Mentre il nome di Hugo Schmeisser è conosciuto internazionalmente, in Germania è perlopiù sconosciuto.
Per il 50º anniversario della sua morte, a Suhl si tenne una cerimonia alla sua memoria.